# Marco il ribelle
Marco il ribelle (Blockade) è un film del 1938 diretto da William Dieterle.
Ricevette due candidature all'oscar, per la miglior colonna sonora e per la miglior sceneggiatura.

## Trama
Un pacifico contadino spagnolo si ritrova a combattere durante la guerra civile che dilania il suo paese e riuscirà a convertire alla sua causa anche una spia che si unirà a lui per combattere a fianco dei repubblicani.